# 5078 Solovjev-Sedoj
5078 Solovjev-Sedoj este un asteroid din centura principală de asteroizi.

## Descriere
5078 Solovjev-Sedoj este un asteroid din centura principală de asteroizi. A fost descoperit pe 19 septembrie 1974 la Observatorul astrofizic din Crimeea de Liudmila Cernîh. Asteroidul prezintă o orbită caracterizată de o semiaxă mare de 2,67 ua, o excentricitate de 0,21 și o înclinație de 2,8° în raport cu ecliptica.